# Lindita Theodhori
Lindita Theodhori, född Lindita Sota på 1950-talet i Fier, är en albansk sångerska. Theodhori har tilldelats utmärkelsen "Artiste e Merituar" som tilldelas Albaniens främsta artister.

## Biografi
Theodhori föddes i staden Fier i Albanien. Efter gymnasiestudier studerade hon sång vid Institutin e Lartë të Arteve i huvudstaden Tirana och därefter vid Akademia e Arteve të Bukura. Vid 16 års ålder debuterade hon i Festivali i Këngës då hon i Festivali i Këngës 11 ställde upp med låten "Udhët janë të bukura" (ofta även kallad "Kafe Flora"). Efter att ha lett juryomröstningen under stora delar av tävlingen passerades hon på slutet av Tonin Tërshana och slutade på andra plats i tävlingen. 2006 presenterade hon en ny version av låten som hon framförde vid Kënga Magjike 8. I samma tävling var hon även en av jurymedlemmarna. 
Totalt har Theodhori ställt upp i Festivali i Këngës vid 9 tillfällen med en 2:a plats som bäst. 